# 勐角区
勐角区，旧译勐觉区，是缅甸佤邦南部地方行政管理委员会下辖的一个区。在缅甸官方区划中，勐角隶属于掸邦孟东县孟东镇区班巴金分镇区。

## 行政区划
勐角区下辖4乡：
- 那墨乡[3]
- 宏民乡
- 加强乡：一村
- 新兴乡